# Maynard (Iowa)
Pour les articles homonymes, voir Maynard.
Maynard est une ville du comté de Fayette, en Iowa, aux États-Unis. Elle est incorporée le 9 juin 1887.